# San Miguel Cañadas
San Miguel Cañadas är en ort i Mexiko, tillhörande kommunen Tepotzotlán i delstaten Mexiko. San Miguel Cañadas ligger i den centrala delen av landet och tillhör Mexico Citys storstadsområde. Orten hade 886 invånare vid folkräkningen 2010.